# Hanns Bernhardt
Hanns Erich Bernhardt, auch geführt unter Hans Bernhardt (* 3. März 1916 in Esslingen; † nach 1983), war ein deutscher Schauspieler bei Bühne, Hörfunk, Film und Fernsehen.

## Leben und Wirken
Bernhardt erhielt privaten Schauspielunterricht bei Kurt Junker, ehe er in der Frühphase des Zweiten Weltkriegs seinen Theatereinstand in Baden-Baden gab. Seit 1948 war er im Ensemble des Südwestfunks (erst Radio, ab 1955 auch Fernsehen). Bernhardt führte auch Hörspiel-Regie und führte durch Musiksendungen. In Hörspiel- und Fernsehproduktionen verkörperte Bernhardt die unterschiedlichsten Charaktere in mehr oder weniger kleinen Nebenrollen. Als Hörspielsprecher wirkte er in 367 Produktionen mit.

## Filmografie
in Fernsehproduktionen, wenn nicht anders angegeben
- 1955: Der Spazierstock
- 1955: Das kalte Licht (nach dem gleichnamigen Theaterstück)
- 1956: Das salomonische Frühstück
- 1957: Der trojanische Krieg findet nicht statt
- 1961: Zwei Krawatten
- 1962: Affäre Blum
- 1962: 90 Minuten nach Mitternacht (Kinofilm)
- 1963: Der Klassenaufsatz
- 1964: Sie schreiben mit – Piet und der Delphin
- 1965: Gewagtes Spiel
- 1967: Blick von der Brücke
- 1967: Der Tag, an dem die Kinder verschwanden
- 1968: Anna Böckler
- 1969: Nachrichten aus der Provinz
- 1969: Stewardessen (TV-Serie, zwei Folgen)
- 1969: Sie schreiben mit (TV-Serie, eine Folge)
- 1970: Recht oder Unrecht (TV-Serie, eine Folge)
- 1972: Herr Soldan hat keine Vergangenheit
- 1972: Butler Parker (TV-Serie, eine Folge)
- 1973: Unser Dorf
- 1975: Tatort: Tod eines Einbrechers

## Hörspiele (Auswahl)
- 1958: Fred Hoyle: Die schwarze Wolke (Barnett) – Regie: Marcel Wall (Hörspielbearbeitung, Science-Fiction-Hörspiel – SWF)
- 1968: Patrick Hampton: Die Maske des Mörders (Alan Wilton) – Bearbeitung: Hellmuth Kirchammer, Regie: Heinz Schimmelpfennig (Original-Hörspiel, Kriminalhörspiel – BR)[2]